# Bahnstrecke Sedan–Corbion–Bouillon–Paliseul
| Bahnhof Illy-Olly Lazarettzug bei den Rochers de la Hatrelle um 1916 |                              |                                 |                                 |
| Ehemaliger Streckenverlauf von 1926 auf einer Karte von 2022 Fahrplan der Chemins de fer départementaux des Ardennes, Mai 1914 |                              |                                 |                                 |
| Streckenlänge: | 21 km + 8 km + 15 km = 44 km |                                 |                                 |
| Spurweite: | 1000 mm (Meterspur)          |                                 |                                 |
| |                              |                                 |                                 |
| \| \| \| von Charleville-Mézières \| \| \| \| 0 \| Sedan \| Sedan \| \| \| \| nach Thionville \| \| \| \| \| Maas, 2 × 78,70 m Spannweite[2] \| \| \| \| 3 \| Sedan-Balan \| Sedan-Balan \| \| \| 5 \| Balan-Bazeilles \| Balan-Bazeilles \| \| \| 6 \| La Moncelle \| La Moncelle \| \| \| 7 \| Daigny \| Daigny \| \| \| \| Givonne \| \| \| \| 12 \| Illy-Olly \| Illy-Olly \| \| \| \| Grenze Frankreich/Belgien \| \| \| \| \| CA-SNCV-Strecke von Nouzonville \| \| \| \| 21 \| Corbion[1] \| Corbion[1] \| \| \| \| Tunnel \| \| \| \| 29 \| Bouillon \| Bouillon \| \| \| \| Noirefontaine \| \| \| \| \| Bellevaux-Mogimont \| \| \| \| \| Nollevaux \| \| \| \| \| von Dinan \| \| \| \| 44 \| Paliseul-Etat[3] \| Paliseul-Etat[3] \| \| \| \| nach Bertrix \| \| |                              |                                 |                                 |
| Strecke von links |                              | von Charleville-Mézières        | von Charleville-Mézières        |
| Bahnhof · Kopfbahnhof Streckenanfang (Strecke außer Betrieb) | 0                            | Sedan                           | Sedan                           |
| Strecke nach rechts · Strecke (außer Betrieb) |                              | nach Thionville                 | nach Thionville                 |
| Brücke über Wasserlauf (Strecke außer Betrieb) |                              | Maas, 2 × 78,70 m Spannweite    | Maas, 2 × 78,70 m Spannweite    |
| Haltepunkt / Haltestelle (Strecke außer Betrieb) | 3                            | Sedan-Balan                     | Sedan-Balan                     |
| Bahnhof (Strecke außer Betrieb) | 5                            | Balan-Bazeilles                 | Balan-Bazeilles                 |
| Bahnhof (Strecke außer Betrieb) | 6                            | La Moncelle                     | La Moncelle                     |
| Bahnhof (Strecke außer Betrieb) | 7                            | Daigny                          | Daigny                          |
| Bahnhof (Strecke außer Betrieb) |                              | Givonne                         | Givonne                         |
| Bahnhof (Strecke außer Betrieb) | 12                           | Illy-Olly                       | Illy-Olly                       |
| Grenze (Strecke außer Betrieb) |                              | Grenze Frankreich/Belgien       | Grenze Frankreich/Belgien       |
| Abzweig geradeaus und von links (Strecke außer Betrieb) |                              | CA-SNCV-Strecke von Nouzonville | CA-SNCV-Strecke von Nouzonville |
| Bahnhof (Strecke außer Betrieb) | 21                           | Corbion                         | Corbion                         |
| Tunnel (Strecke außer Betrieb) |                              | Tunnel                          | Tunnel                          |
| Bahnhof (Strecke außer Betrieb) | 29                           | Bouillon                        | Bouillon                        |
| Bahnhof (Strecke außer Betrieb) |                              | Noirefontaine                   | Noirefontaine                   |
| Bahnhof (Strecke außer Betrieb) |                              | Bellevaux-Mogimont              | Bellevaux-Mogimont              |
| Bahnhof (Strecke außer Betrieb) |                              | Nollevaux                       | Nollevaux                       |
| Strecke von rechts · Strecke (außer Betrieb) |                              | von Dinan                       | von Dinan                       |
| Bahnhof · Kopfbahnhof Streckenende (Strecke außer Betrieb) | 44                           | Paliseul-Etat                   | Paliseul-Etat                   |
| Strecke nach links |                              | nach Bertrix                    | nach Bertrix                    |

Die Bahnstrecke Sedan–Corbion–Bouillon–Paliseul (französisch La ligne du Bouillonais) war eine 44 Kilometer lange grenzüberschreitende Meterspurbahn im Nordosten Frankreichs und Südwesten Belgiens, die abschnittsweise ab 1890 in Betrieb genommen und bis 1933 bzw. 1957/1960 betrieben wurde.

## Geschichte
Der französische Streckenabschnitt Sedan–Corbion, der auch Bouillonais genannt wurde, wurde von den Chemins de fer départementaux des Ardennes 1910 als Meterspurbahn gebaut und bis 1933 betrieben.
Der belgische Streckenabschnitt Bouillon–Paliseul war 15,290 km lang. Er wurde am 18. Dezember 1888 konzessioniert und am 12. Oktober 1890 durch die belgische Nationale Kleinbahngesellschaft (Société nationale des chemins de fer vicinaux, SNCV) in Betrieb genommen. Er folgte dem Verlauf der Straßen von Noirefontaine nach Menuchenet (heutige N89) und von Menuchenet nach Paliseul (heutige N899) etwas westlich der Kreuzung von Menuchenet. Der Anstieg von Bouillon nach Noirefontaine erfolgte auf einer eigenen, besonders kurvenreichen Strecke.
Der dazwischen liegende Streckenabschnitt Corbion–Bouillon führte durch einen Tunnel und wurde 1907 eröffnet. Der Personenverkehr wurde 1957 eingestellt und der Güterverkehr im Jahr 1960.

## Brücken und Bahnhöfe

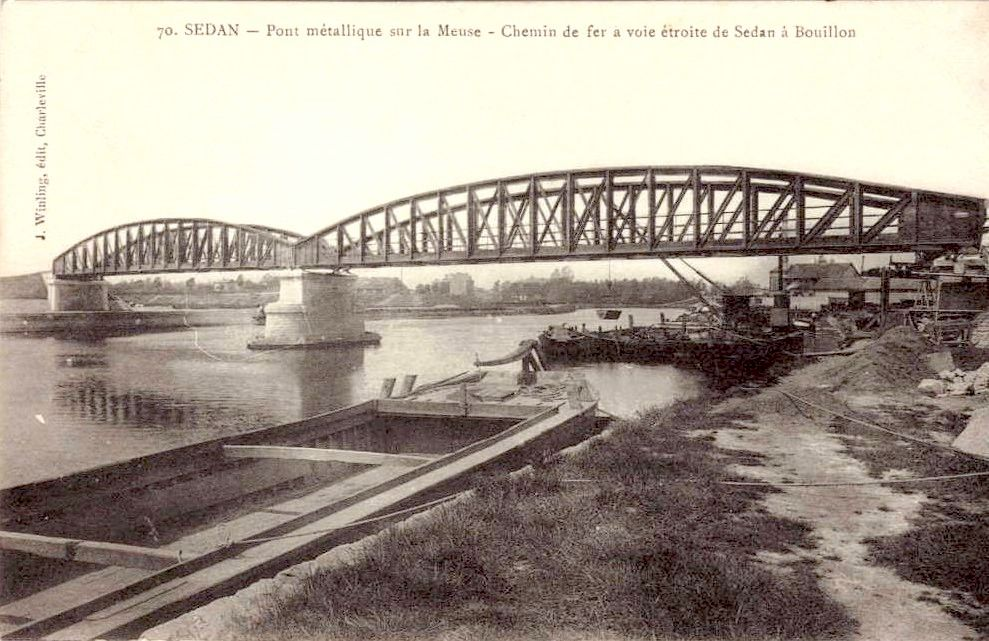
Maasbrücke
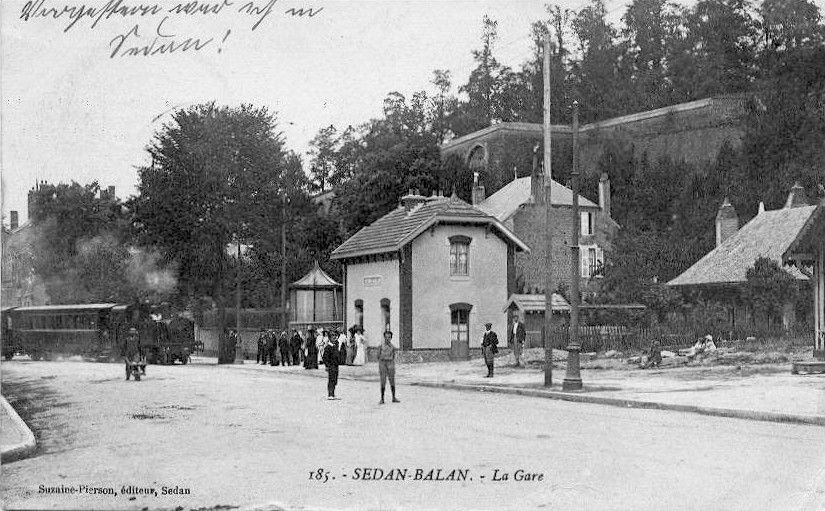
Sedan-Balan
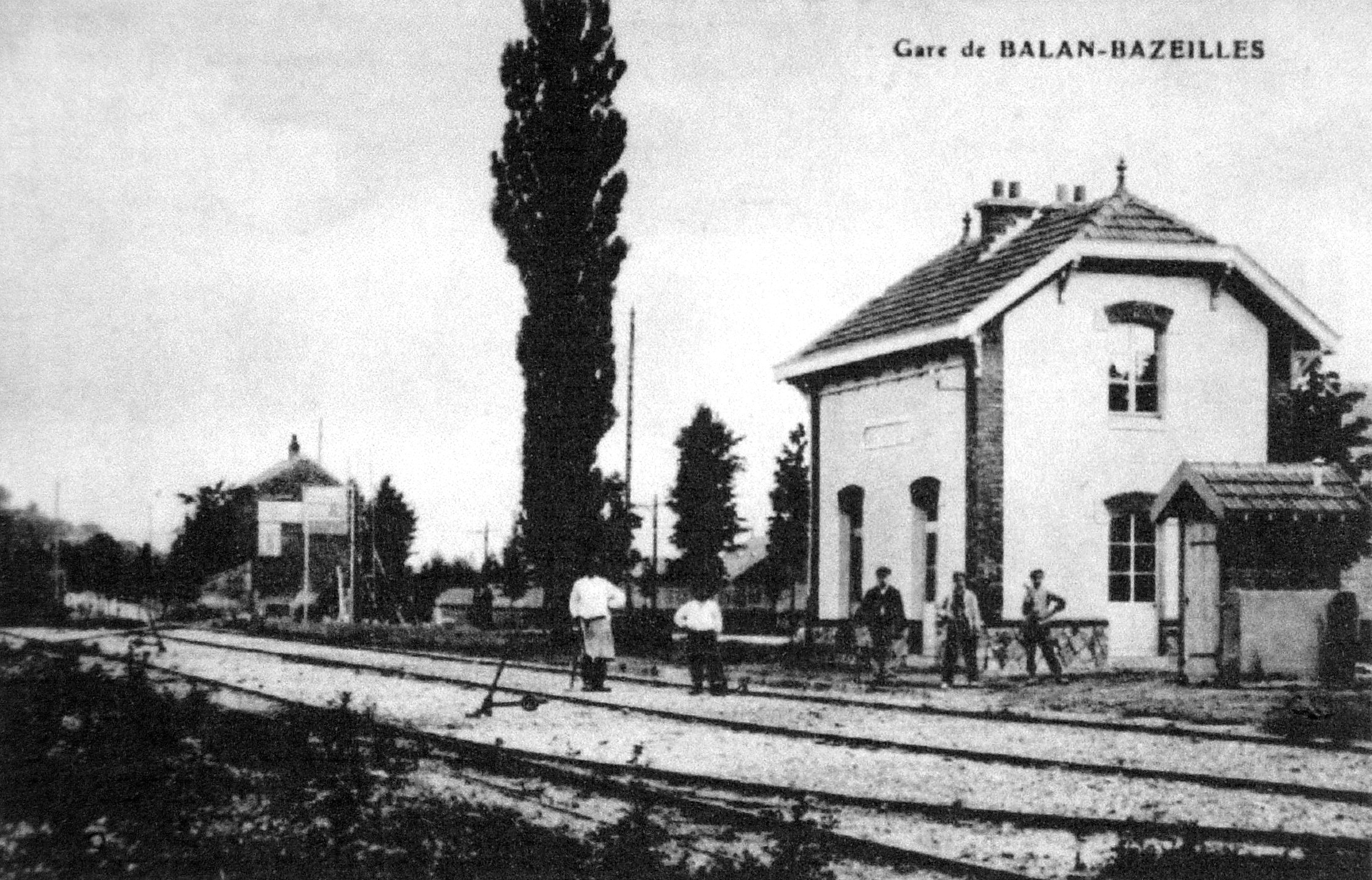
Balan-Bazeilles
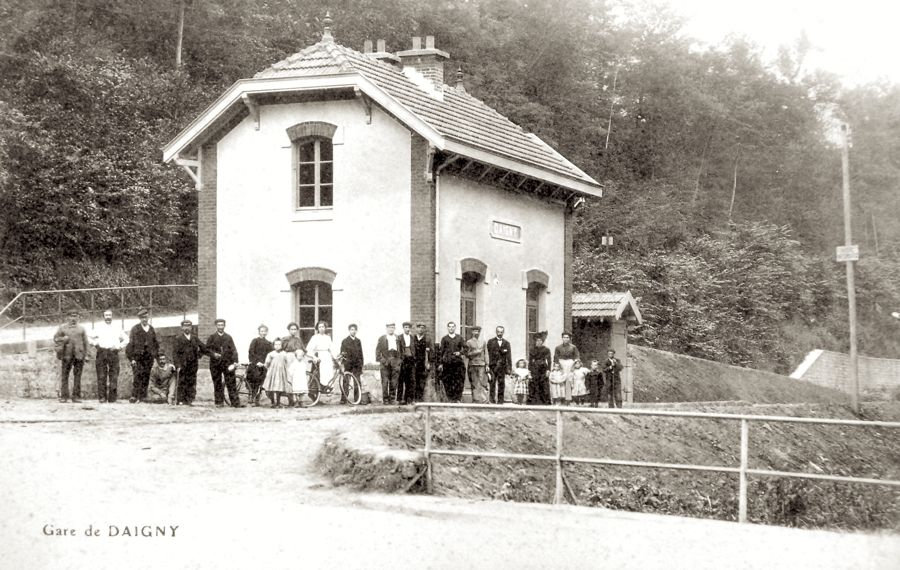
Daigny
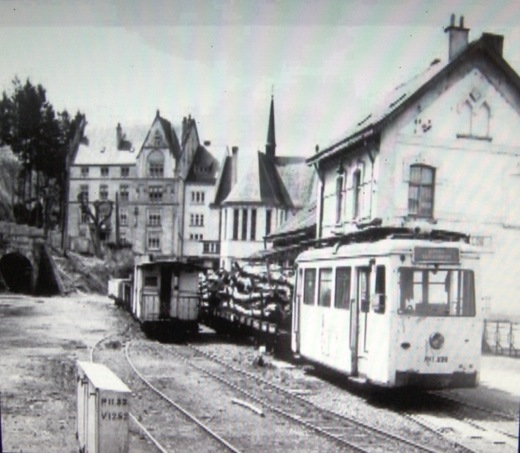
Bouillon
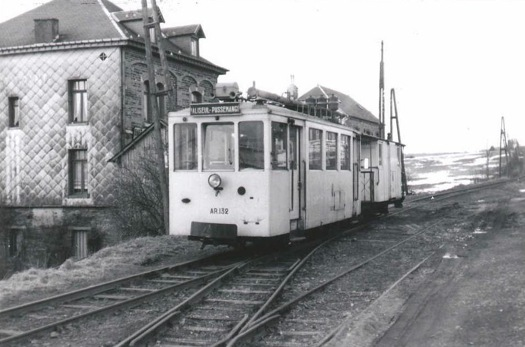
Noirefontaine
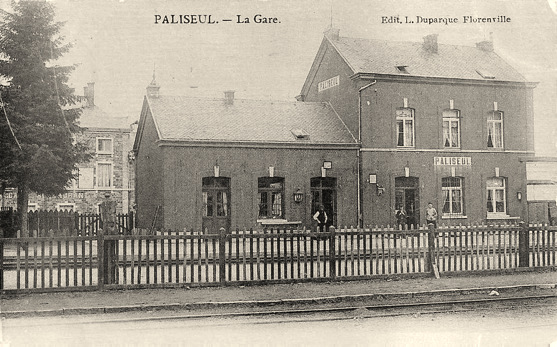
Paliseul
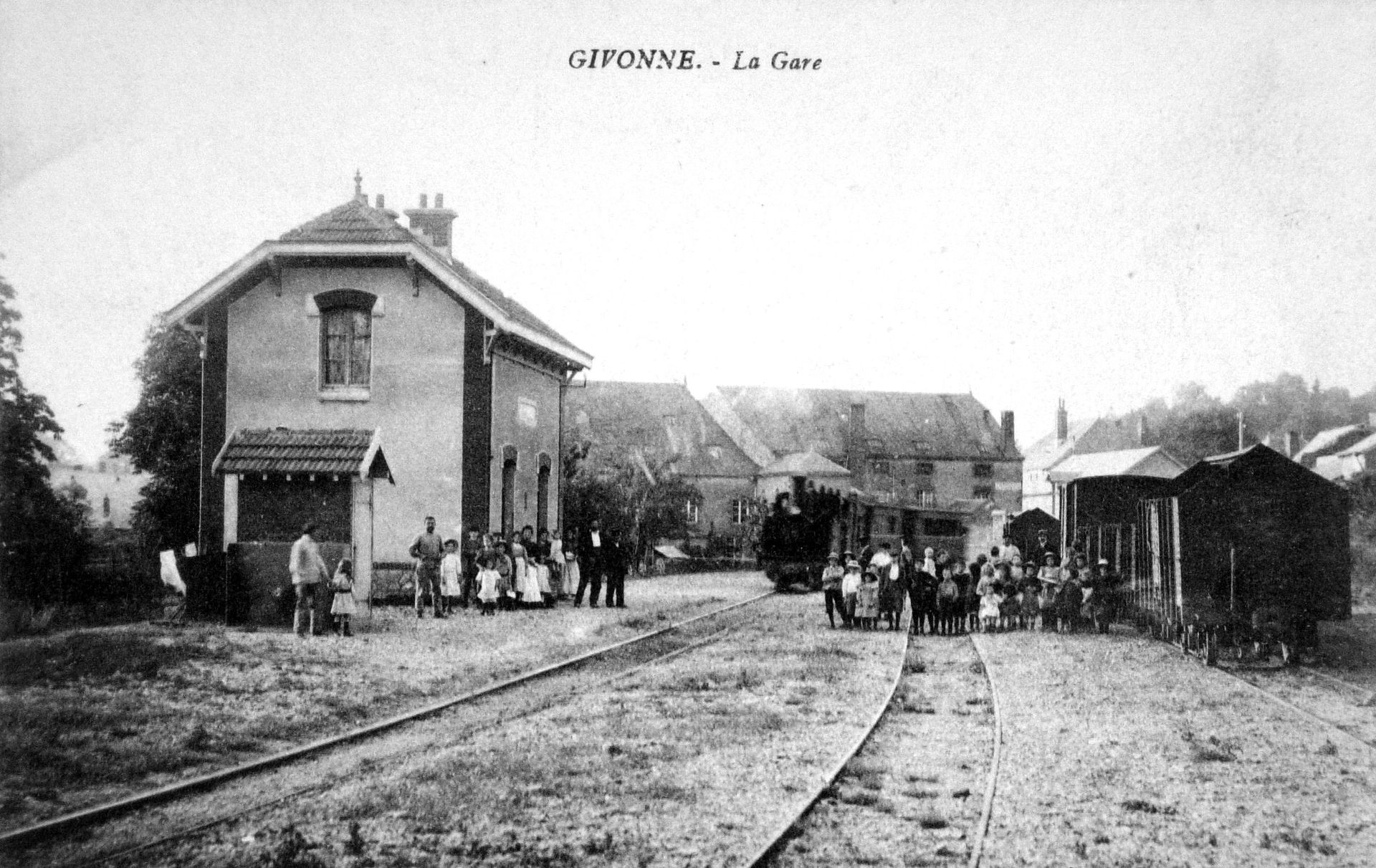
Givonne